# Paolo Thaon di Revel (Politiker)
Paolo Ignazio Maria Thaon di Revel (* 2. Mai 1888 in Toulon, Frankreich; † 31. Mai 1973 in Turin) war ein italienischer Degenfechter, Conte des Adelsgeschlechts Thaon di Revel und faschistischer Politiker. Von 1935 bis 1943 war er Finanzminister des faschistischen Italiens.

## Fechten
Paolo Thaon di Revel, der im Ersten Weltkrieg als Oberstleutnant in der Artillerie kämpfte und für seinen Einsatz das Kriegsverdienstkreuz erhielt, nahm an den Olympischen Spielen 1920 in Antwerpen teil. Bei diesen erreichte er in der Mannschaftskonkurrenz mit der italienischen Equipe den ersten Platz, sodass Thaon die Revel zusammen mit Abelardo Olivier, Tullio Bozza, Dino Urbani, Giovanni Canova, Tommaso Costantino, Antonio Allochio, Aldo Nadi, Nedo Nadi und Andrea Marrazzi Olympiasieger wurde. In der Einzelkonkurrenz schied er in der ersten Runde aus.

## Politik
1919 trat Thaon di Revel der Nationalen Faschistischen Partei bei. Von 1929 bis 1935 war er zunächst Bürgermeister von Turin, ehe er ab dem 24. Januar 1935 Finanzminister Italiens im Kabinett Mussolinis wurde. Bereits seit Dezember 1933 gehörte er dem Senato del Regno an. Das Amt des Finanzministers bekleidete er bis zum 5. Februar 1943. Von 1954 bis 1959 war er Mitglied des Exekutivkomitees des Internationalen Olympischen Komitees und war 1956 zudem Präsident des Organisationskomitees der Olympischen Winterspiele in Cortina d’Ampezzo.
Thaon di Revel hatte drei Töchter.